# Úbios
Úbios (em latim: Ubii) foram uma tribo germânica mencionada pela primeira vez na história como habitando a margem direita do rio Reno no século I a.C.. O líder romano Júlio César formou com eles uma aliança militar em 55 a.C., como maneira de poder atacar alvos na outra margem do rio. Em 39 a.C. foram relocados para a margem esquerda por Marco Vipsânio Agripa, aparentemente a próprio pedido, por temerem as incursões de seus vizinhos, os Catos.
Uma colônia para veteranos romanos foi fundada ali em 50 sob a patronagem da neta de Agripa, Agripina, a Jovem, ela própria nascida em Ara dos Úbios (Ara Ubiorum), capital dos úbios. O estatuto de colônia garantia diversos privilégios a seus habitantes, e a cidade passou a ter o nome completo de Colônia Cláudia Ara Augusta Agripinênsio, origem do seu nome atual, Colônia.
Os Úbios também habitavam Bona, terra dos Eburões.
Os Úbios permaneceram sendo aliados leais de Roma; foram fundamentais na combate à revolta dos batavos de 70 e estiveram entre os federados que apoiaram as tropas romanas combatendo na Panônia durante as Guerras Marcomanas, em 166-67. Parecem ter sido romanizados, a tal ponto que adotaram o nome de agripenses (Agrippenses), em honra ao seu "fundador", e sua história posterior passa a ficar misturada com a de outros francos no panorama geral do leste da Gália.

## Interações com os romanos

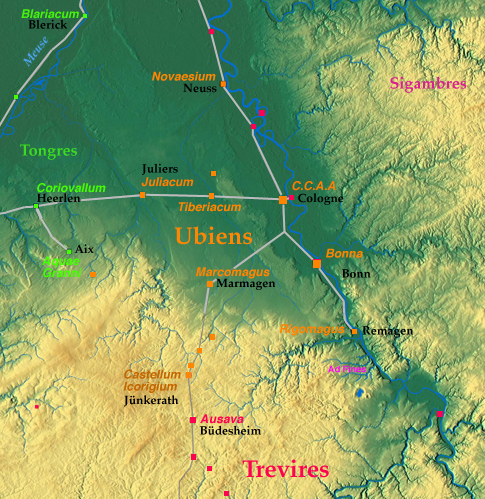
Distribuição dos úbios por volta de 30

Em 55 a.C. Júlio César preparava-se para uma invasão da Britânia, quando diversas tribos germânicas, incluindo os úbios, cruzaram o rio Reno. Este movimento populacional incluiu as tribos de Tencteros e Usípetes que procuravam terras seguras, depois de serem expulsos pelos suevos. César, preocupado que conflitos militares pudessem eclodir na região e ocupar parte das tropas destinadas à invasão, marchou rumo ao Reno, onde se encontrou com embaixadores das tribos germânicas e lhes ofereceu terras em conjunto com os Úbios e uma aliança contra os Suevos.

## Localização
Quando os romanos chegaram, várias tribos foram localizados na região dos Países Baixos, que residiam nas partes habitáveis mais altas, especialmente no leste e sul. Essas tribos não deixaram registros escritos. Todas as informações conhecidas sobre elas durante este período pré-romano é baseada no que os romanos, mais tarde, escreveram sobre as mesmas.

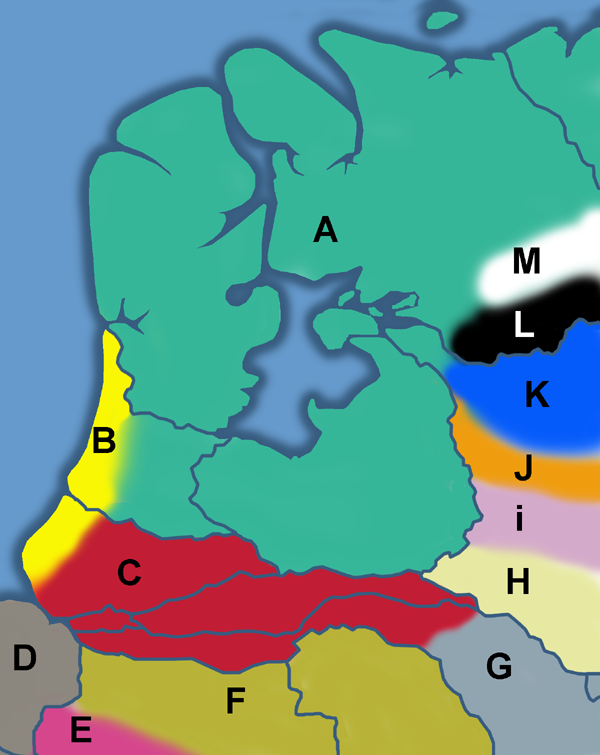
O local aproximado (hoje Holanda) onde as tribos germânicas se assentaram no séc. I. Os limites exatos são desconhecidos entretanto, e H a M em particular, não devem ser considerados como representações exatas

As tribos mostrado no mapa à esquerda são:
- A. Frísios,
- B. Caninefates,
- C. Batavos,
- D. Marsos,
- E. Toxandros,
- F. Menápios,
- G. Ampsivários,
- H. Camavos,
- I. Sicambros,
- J. Brúcteros,
- K. Tubantes,
- L. Usípetes e
- M. Tencteros.

Outros grupos tribais não mostrados neste mapa, mas associado com a Holanda são:
- Ambianos,
- Catos,
- Catuários,
- Morinos,
- Salianos,
- Tungros e
- Úbios.